# Edelmiro Arévalo
Edelmiro Arévalo (17 de julho de 1929 – 3 de janeiro de 2008) é um ex-futebolista paraguaio que atuava como defensor.

## Carreira
Edelmiro Arévalo fez parte do elenco da Seleção Paraguaia de Futebol, na Copa do Mundo de  1958.
Ele faleceu em Assunção, Paraguai, aos 78 anos, em 3 de janeiro de 2008.